# 097型核潜艇
097型核潛艇（北約代號：秦级）是中國人民解放軍海軍目前研製中的核潛艇，為攻擊型潛艇或巡弋飛彈潛艇。
2010年4月28日俄罗斯《独立报》报導，俄罗斯著名记者弗拉基米尔-斯科瑟列夫撰文指出，在美国全球部署反导系统的压力下，中国正在巩固自己的核盾牌。美国卫星已经监测到中国正在建造2艘配备12套发射装置的潜艇。香港军事专家梁国梁介绍，解放军自2000年起研制第四代核潜艇，传说这种潜艇的设计具有革命性，采用前所未有的磁流体推进方式，不用螺旋桨，理论计算其航速可达100节。
2013年9月辽宁省副省长潭作钧在公开场合透露，解放军海军第四代核潜艇已研制完成。

## 外部連結
- 美卫星曝光中国最新核潜艇 或成航母战斗群王牌（页面存档备份，存于）
- 長江新聞號-097型核潜艇 （页面存档备份，存于）